# Рак, Карл
Карл Рак (англ. Carl A. P. Ruck; род. 8 декабря 1935, Бриджпорт, штат Коннектикут) — американский антиковед, профессор кафедры антиковедения Бостонского университета. 

## Биография
В 1955 году получил бакалавра гуманитарных наук по классической филологии и психологии в Йельском университете, в 1959 году магистра гуманитарных наук по классической филологии в Мичиганском университете и в 1965 году доктора философии по классической филологии в Гарвардском университете.
Занимался исследованиями в области греческой драмы, культа Диониса, древнегреческих мистерий, митраизма, зороастризма, шаманизма в Месоамерике и др.
Жил в однополом браке с Блезом Дэниелом Стаплесом, который также был его соавтором.

## Теория энтеогенов
Карл Рак в своих работах выдвинул теорию энтеогенов, где показал, что возникновение мифологии и религии во многом обязано воздействием на психику человека определённых растений, которые вызывают изменения восприятия и сознания, что нашло отражение в шаманских практиках, западных мистериях, в современной религии.

## Научные труды
- Entheogens, Myth, and Human Consciousness, with Mark Alwin Hoffman (2013, ISBN 1579511414)
- The Effluents of Deity: Alchemy and Psychoactive Sacraments in Medieval and Renaissance Art, with Mark Alwin Hoffman (2012, ISBN 161163041X)
- Mushrooms, Myth and Mithras: The Drug Cult that Civilized Europe, with Mark Alwin Hoffman and Jose Alfredo Gonzalez Celdran (2009, ISBN 0-87286-470-7)
- The Hidden World: Survival of Pagan Shamanic Themes in European Fairytales, with Blaise Daniel Staples[англ.], José Alfredo González Celdrán and Mark Alwin Hoffman (2007, ISBN 1-59460-144-5)
- Sacred Mushrooms of the Goddess: Secrets of Eleusis (2006, ISBN 978-1-57951-030-5)
- The Apples of Apollo: Pagan and Christian Mysteries of the Eucharist, with Clark Heinrich[англ.] and Blaise Daniel Staples[англ.] (2000, ISBN 0-89089-924-X)
- Intensive Latin: First Year and Review (1997)
- The World of Classical Myth: Gods and Goddesses, Heroines and Heroes, with Blaise Daniel Staples (1994, ISBN 0-89089-575-9)
- Persephone's Quest: Entheogens and the Origins of Religion, with R. Gordon Wasson, Stella Kramrisch and Jonathan Ott[англ.] (1988)
- Latin: A Concise Structural Course (1987)
- Ancient Greek: A New Approach (1972, 2nd ed. 1979)
- The Road to Eleusis: Unveiling the Secret of the Mysteries, with R. Gordon Wasson, Albert Hofmann and Blaise Daniel Staples (1978, ISBN 978-1-55643-752-6)
- Pindar: Selected Odes (1967)
- The List of Victors in Comedy at the Dionysia (1967)